# Mercedes-Benz 500K

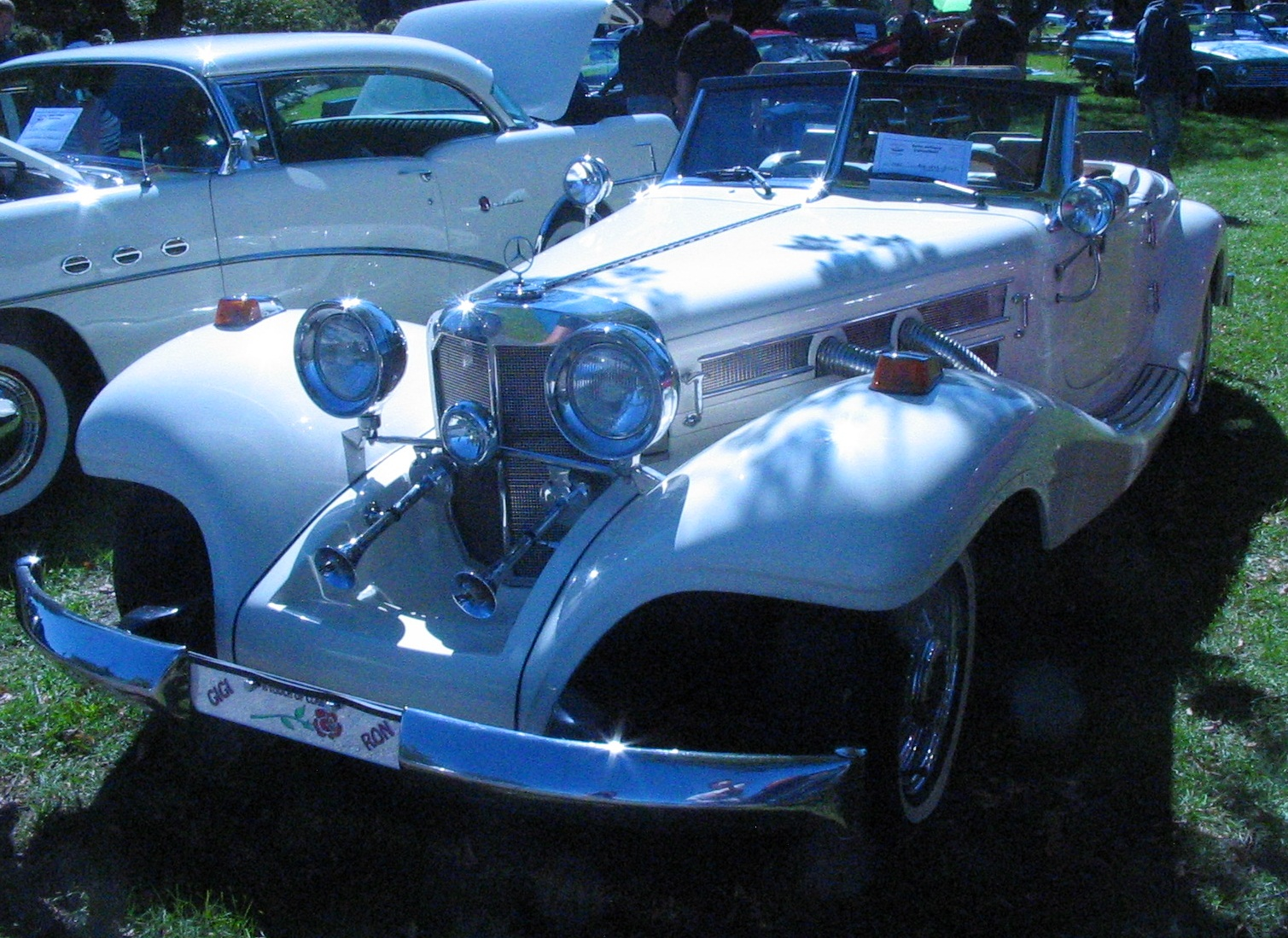
1934 Mercedes-Benz 500K

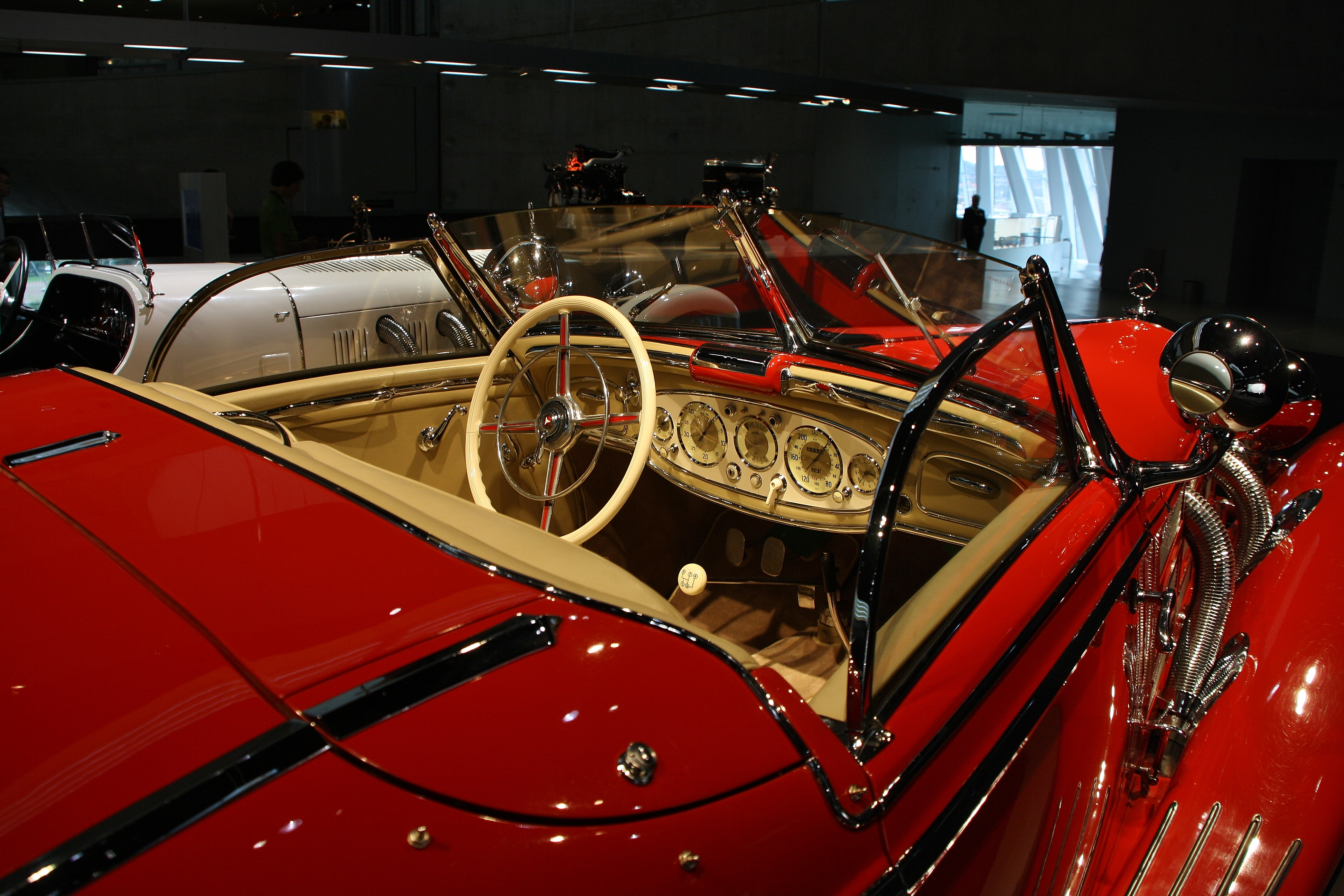
Mercedes-Benz 500K кабриолет

Mercedes-Benz 500K (тип W29) — спортивный автомобиль, производившийся Mercedes-Benz с 1934 по 1936 года. Впервые был представлен на Берлинском автосалоне. Имел внутреннее обозначение W29. В отличие от седана 500 у автомобиля имелся суперчарджер (компрессор, нем. kompressor ), который и обозначала буква К; он устанавливался только на спортивные автомобили компании. По сравнению со своим предшественником, Mercedes-Benz 380, который производился только в предыдущем году, 500K имел бо́льший и более мощный двигатель, а также больше доступных кузовов для удовлетворения потребностей клиентов в большей роскоши и производительности.
500K имел схожую с 380 независимую подвеску — переднюю на двойных поперечных рычагах и заднюю двухшарнирную с качающимися полуосями и индивидуальным расположением колёс, винтовые пружины и впервые появившиеся амортизаторы.
По сравнению с предыдущим поколением родстеров 20-х годов S/SS/SSK, 500K был более комфортабелен и имел лучшее по сравнению управление, а также пользовался бо́льшим успехом, особенно у растущего числа водителей-женщин.
Всего было доступно 8 кузовов и несколько разных шасси, например длинные 4-дверные кабриолеты «B» и «C», а также седаны и туреры располагались на шасси с колёсной базой 3290 мм, а на укороченной базе в 2980 мм производились 2-местные кузова (в том числе высокопроизводительные версии Motorway Courier и 1936 Special Roadster). Все модели имели защитное лобовое стекло, гидравлические тормоза и 12-вольтовую электрическую систему, достаточную, чтобы нести нагрузку на электрические стеклоочистители, дверные замки и индикаторы поворота.

## Продукция
Комбинированное производство 500K (342 машины) включало 29 специальных родстеров за два года производства + модели 540K (419 автомобилей) из Зиндельфинген; всего было произведено:
- 70 шасси без кузова;
- 28 открытых моделей
- 23 4-дверных седана
- 29 2-дверных седанов (540K)
- 12 купе
- 6 автобан-крузеров
- 58 родстеров
- 116 кабриолетов А
- 296 кабриолетов В
- 112 кабриолетов С

## Сегодня
В настоящее время автомобиль высоко ценится за своё наследие и уникальность. Когда автомобили из коллекции президента Формула-1 Бернарда Экклстоуна — пять довоенных Mercedes — были проданы на аукционе в октябре 2007 года, его 500K Special Cabriolet принёс доход почти 700,000£ (1450000$ США).